# Withuis
La Withuis (Maison blanche) est un bâtiment de style moderniste édifié par l'architecte Joseph Diongre (1881-1957) à Jette, une commune de Bruxelles en Belgique.
Le nom « Withuis » fait référence à la « Zwart Huis » (Maison Noire), un bâtiment édifié à Knokke par l'architecte Huib Hoste, un contemporain de Diongre.

## Localisation
La Withuis est située au numéro 183 de l'avenue Charles Woeste à Jette, une commune située dans le nord-ouest de l'agglomération bruxelloise,,. 
Elle se dresse presque en face de l'église Notre-Dame-de-Lourdes de Jette.

## Historique

### Contexte
L'architecte Joseph Diongre (1878 - 1963) est un architecte au parcours diversifié.
Après la guerre, il participe activement au mouvement de construction d'habitations sociales avec de nombreux édifices à Laeken (1920 et 1923), à Saint-Gilles (1922), à Anderlecht (1922), à Molenbeek (1924 et 1927) ainsi que la cité-jardin qui porte son nom à Molenbeek (1922).
À partir de 1925, Diongre réalise en un style moderniste tempéré certains des édifices les plus caractéristiques de l'entre-deux-guerres à Bruxelles : la Withuis à Jette (1927), l'église Saint-Jean-Baptiste de Molenbeek (1930) et ensuite l'Institut national de radiodiffusion à Ixelles (1933-1938).

### Édification de la Withuis
La Withuis est une des toutes premières maisons construites sur l'avenue Charles Woeste, une artère inaugurée en 1923,.
Elle est édifiée en 1927 par Diongre pour l'écrivain Jef Mennekens et sa famille,,,,,. Jef Mennekens (1877-1943) était un poète flamand, ami de Diongre et par ailleurs secrétaire communal de Molenbeek-Saint-Jean,,.
Diongre opte « pour un modernisme tempéré à l'encontre de la ligne dure prônée par les pionniers modernistes. La Withuis n'est pas une réalisation aussi radicale que la Zwart Huis édifié à Knokke sur les plans de Huib Hoste ». 
Diongre reçoit carte blanche de Jef Mennekens. Outre les espaces intérieurs de la maison, il en dessine également le mobilier, comme celui de la salle à manger qui « constitue un bel et remarquable ensemble », celui du salon et celui de la chambre à coucher, ainsi que les vitraux, luminaires et céramiques. « Le budget substantiel qui lui est imparti donne pour la première fois à l'architecte l'opportunité de concevoir la décoration et le mobilier », ce qui fait de cette maison une œuvre d'art totale.
Les vitraux sont l'œuvre du verrier jettois Fernand Crickx, sur des cartons de Diongre, et les ferronneries sont de F. Carion,.

### Destin de la Withuis
Après la mort de la femme de Jef, la plus jeune des filles du couple, Daisy, hérite de la maison et de son contenu,. Elle y vit jusqu'à l'âge de 102 ans, en 2018, ce qui signifie que la maison a appartenu à la famille Mennekens pendant plus de quatre-vingt-dix ans,. En 2018, les enfants de Daisy Mennekens, alors septuagénaires, décident de vendre la maison,. La vente inclut également le mobilier conçu par Diongre car « Tout est protégé, aussi bien la façade que l'intérieur. Les meubles ne sont pas autorisés à quitter la maison ».
Malgré une première rénovation en 1990, la Withuis a de nouveau besoin d'être rénovée,,.

## Statut patrimonial
La Withuis fait l'objet d'un classement au titre des monuments historiques depuis le 25 février 1985 sous la référence 2283-0010/0, et figure à l'Inventaire du patrimoine architectural de la Région de Bruxelles-Capitale sous la référence 24925.

## Architecture

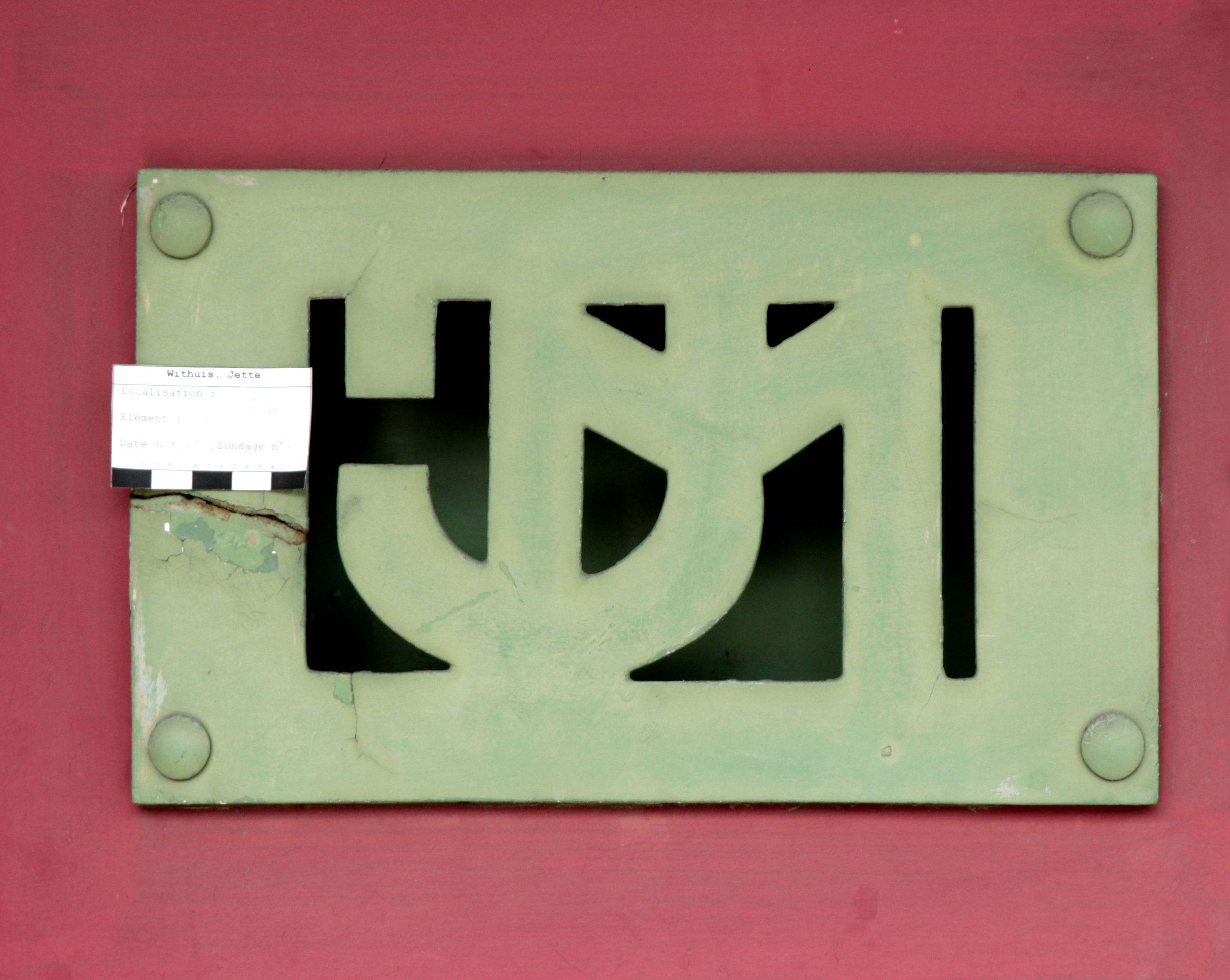
Le monogramme de Jef Mennekens sur la porte.

Dans cette maison aux formes surprenantes, Diongre « consacre la rencontre de l'Art Déco et du modernisme que l'on reconnait au toit-terrasse et aux fenêtres en bandeaux dans une construction profondément originale qui fait voler en éclats la surface plane de la façade ».
Rappelons, en effet, que le toit-terrasse faisant fonction de solarium et les fenêtres horizontales ou fenêtres en bandeau sont deux des éléments de doctrine du mouvement moderne, tels que les avait formulés en 1926 l'architecte (suisse à l'époque) Charles-Édouard Jeanneret-Gris, dit Le Corbusier, dans ses Cinq points d'une architecture nouvelle.
La façade est caractérisée par ailleurs « par des volumes très marqués rappelant le cubisme », ainsi que par des balcons précédés de garde-corps réalisés en tubes, motif qui constitue une des variations sur le thème des paquebots transatlantiques qui caractérisent le modernisme des années 1930 (tour évoquant la cheminée d'un paquebot, balcons courbes semblables à des bastingages, mâts, hampes de drapeaux, hublots, mouvements de vagues dans la façade, etc…) et lui ont valu le surnom de style paquebot.
Les ferronneries qui encadrent l'escalier d'accès intègrent, de part et d'autre, le numéro de rue et un encrier dans lequel trempe une plume, allusion au travail du poète,.
La porte d'entrée est ornée de motifs géométriques et du monogramme du poète, tandis que son jambage gauche porte le nom de la maison, « Withuis », en lettres très stylisées.
À l'intérieur, « il n'y a pas de pièce intermédiaire dans le salon. Toutes les pièces ont la lumière du jour directe »,. « La surface habitable totale est d'environ trois cents mètres carrés. Le nombre de pièces est considérable : seize au total, dont cinq chambres et deux salles de bains ».

Withuis
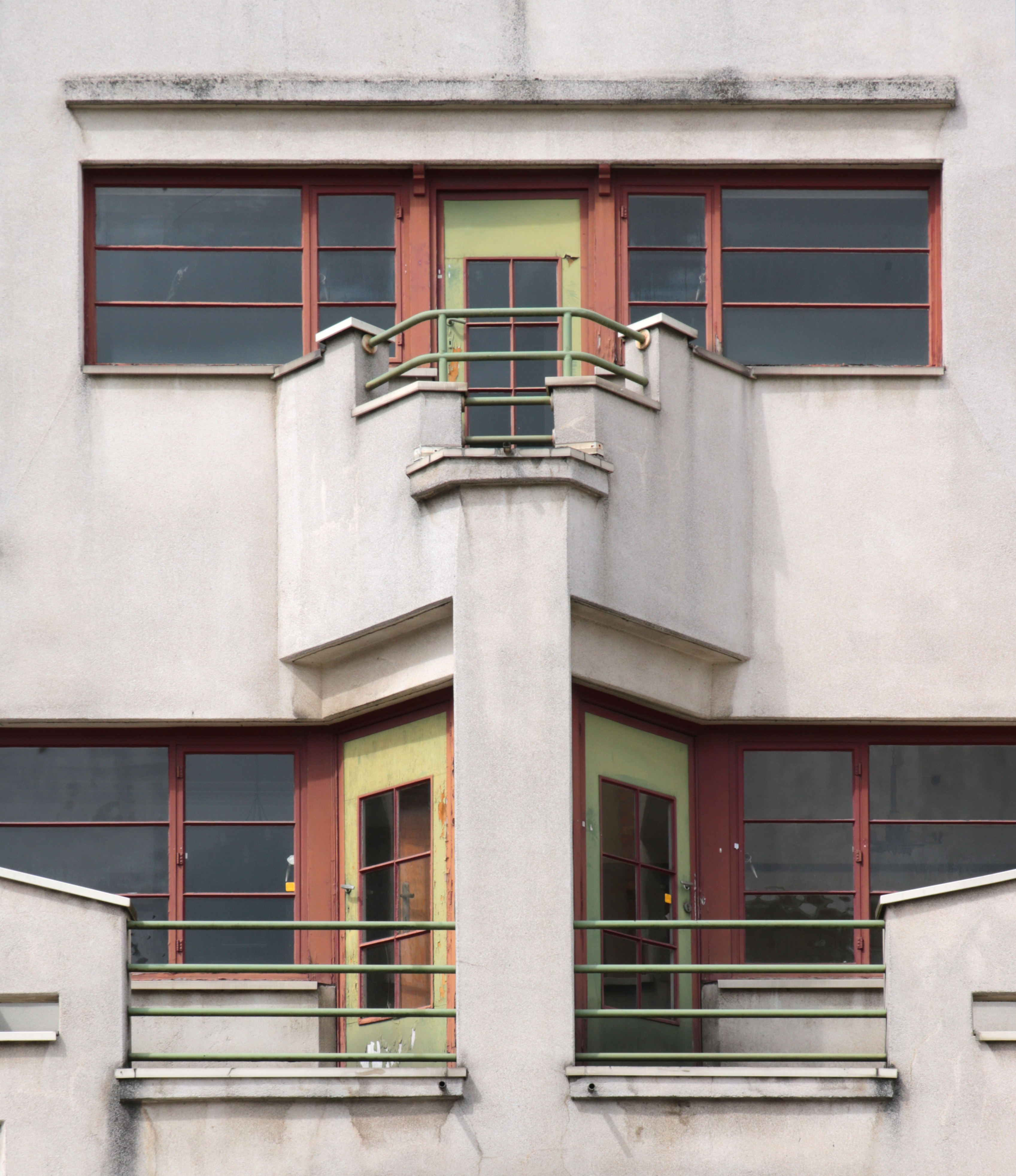
Oriel.
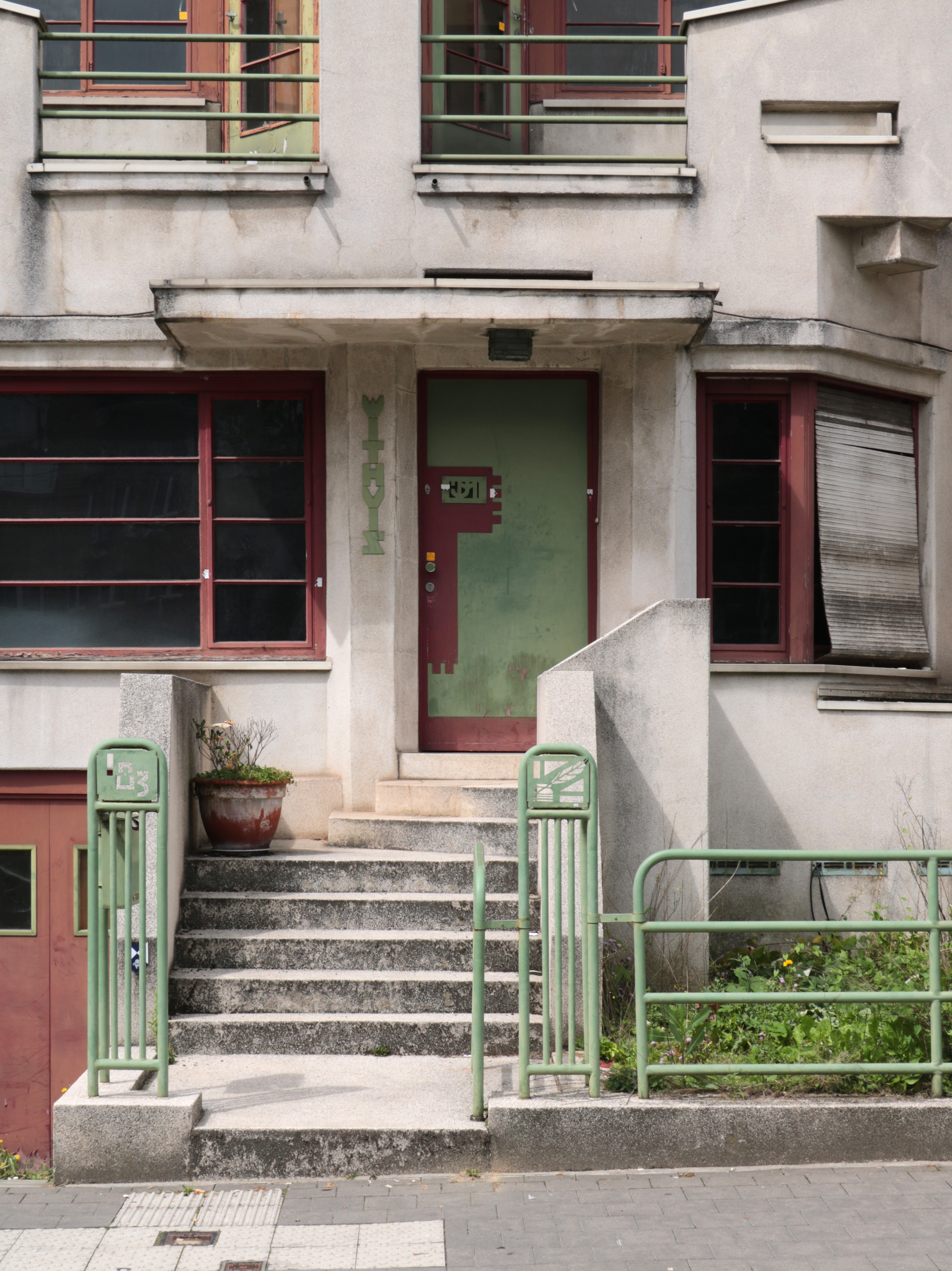
Porte d'entrée.
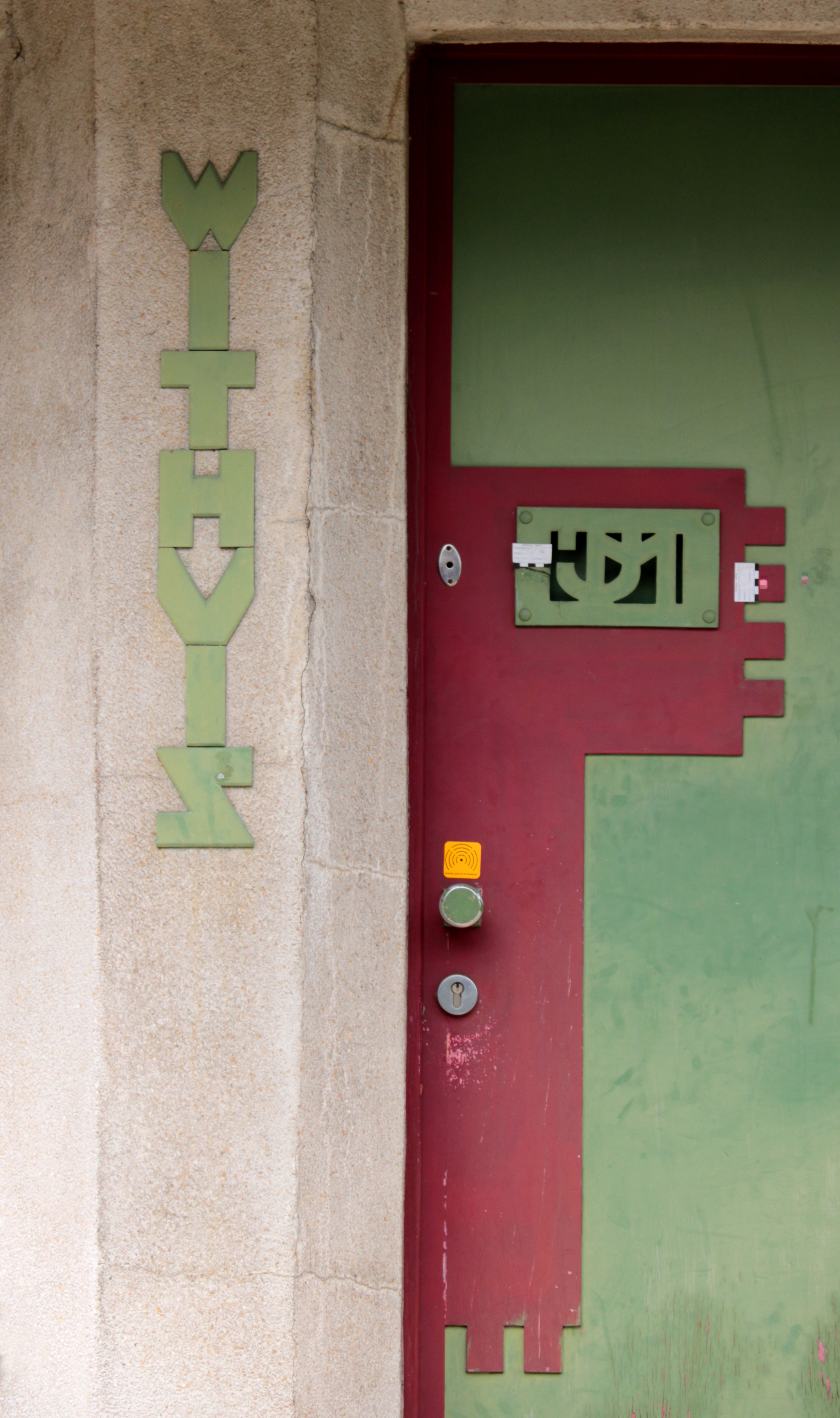
Décorations de la porte.
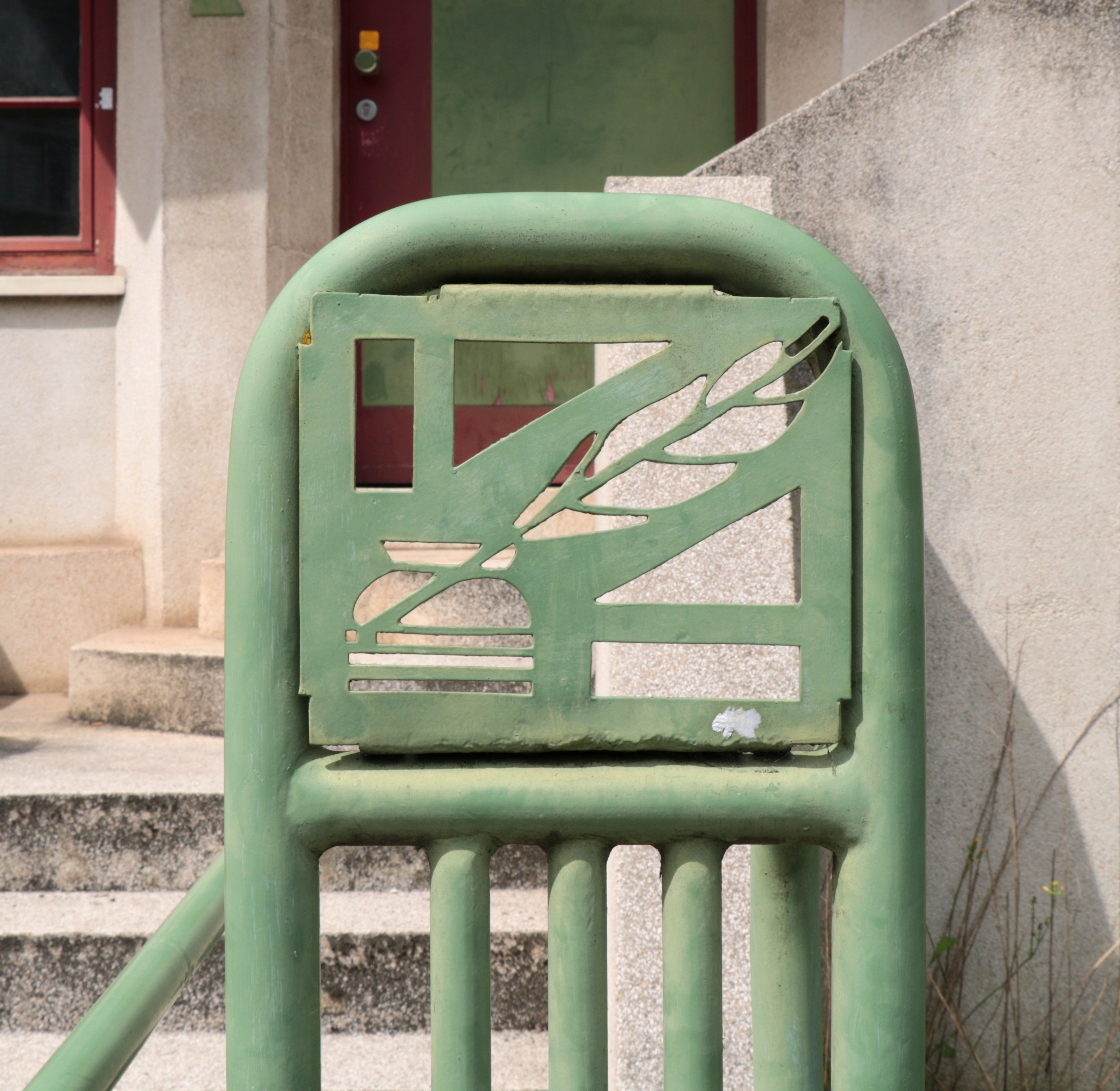
Plume et encrier.